# توم كروز: غير مصرح به
كتاب توم كروز: غير مصرح به Tom Cruise: Unauthorized هو كتاب سيرة ذاتية غير مرخص غير خيالي عن توم كروز، كتبه وينسلي كلاركسون . تم نشر الكتاب بواسطة دار هاستينجز هاوس عام 1998، يناقش حياة توم كروز المبكرة، وصعوده كممثل، وانخراطه في الساينتولوجيا، وعلاقاته السابقة مع ميمي روجرز ونيكول كيدمان. انتهى الكتاب أثناء تصوير فيلم عيون مغلقة. عام 2003 كتب وينسلي كلاركسون سيرة ذاتية أخرى لتوم كروز بعنوان: Cruise Control. تم إجراء مقابلة مع توم كروز في برنامج لاري كينج لايف حول هذا الكتاب، وصرح: "حسنًا، يمكنك أن تقول أن هذا الرجل لا يعرفني."

## الناشر يتلقى خطاب قانوني
بعد أن اكتشف مسؤولو الدعاية لتوم كروز أن المؤلف كان على اتصال بأفراد متورطين في كنيسة السيانتولوجيا في سياق بحثه عن كروز، اتصل محامي كروز بناشر الكتاب. جاء في رسالة المحامي بيرترام فيلدز: "أمثل توم كروز. وقد أُبلغتُ بنيتكم نشر سيرة ذاتية للسيد كروز. أعتقد أن كتابكم قد يحتوي على العديد من التصريحات الكاذبة والتشهيرية عنه. أحثكم على التحقق من صحة معلوماتكم بدقة قبل النشر، فمن المؤكد أن السيد كروز ينوي اتخاذ إجراء مناسب في حال احتوى كتابكم على مثل هذه التصريحات." ورغم أن ممثلي كلاركسون في دار هاستينغز حثّوا فيلدز على مقابلة موكله مع المؤلف لضمان صحة ما ورد في الكتاب، إلا أن فيلدز وكروز لم يردّا على عرض الناشر.